# Thoracostoma amphacanthus
Thoracostoma amphacanthus is een rondwormensoort uit de familie van de Leptosomatidae. De wetenschappelijke naam van de soort is voor het eerst geldig gepubliceerd in 1855 door Grube.